# Alpine A524
De Alpine A524 is een Formule 1-auto die gebruikt werd door het Formule 1-team van Alpine in het seizoen 2024. De auto is de opvolger van de A523. De A524 rijdt met een motor van Renault en werd onthuld op 7 februari 2024 in Enstone. De A524 wordt bestuurd door Pierre Gasly die aan zijn tweede seizoen voor Alpine gaat beginnen en Esteban Ocon die voor het vijfde seizoen op rij voor het team (in 2020 nog onder de naam Renault) rijdt.

## Resultaten
| Kleur   | Resultaat                       |
| ------- | ------------------------------- |
| Goud    | Winnaar                         |
| Zilver  | Tweede plaats                   |
| Brons   | Derde plaats                    |
| Groen   | Gefinisht (punten behaald)      |
| Blauw   | Gefinisht (geen punten behaald) |
| Blauw   | Niet geklasseerd (NC)           |
| Paars   | Uitgevallen (DNF)               |
| Rood    | Niet gekwalificeerd (DNQ)       |
| Zwart   | Gediskwalificeerd (DSQ)         |
| Wit     | Niet gestart (DNS)              |
| Blanco  | Gewond (INJ)                    |
| Blanco  | Uitgesloten (EX)                |
| Blanco  | Teruggetrokken (WD)             |
| Blanco  | Niet deelgenomen                |
| 1, 2, 3 | Sprint positie (punten behaald) |
| P       | Poleposition                    |
| S       | Snelste ronde                   |

| Jaar | Chassis en banden | Motor               | Coureurs     | 1   | 2   | 3   | 4   | 5   | 6   | 7   | 8   | 9   | 10  | 11  | 12  | 13  | 14  | 15  | 16  | 17  | 18  | 19  | 20  | 21  | 22  | 23  | 24  | Punten | WK-plaats |
| ---- | ----------------- | ------------------- | ------------ | --- | --- | --- | --- | --- | --- | --- | --- | --- | --- | --- | --- | --- | --- | --- | --- | --- | --- | --- | --- | --- | --- | --- | --- | ------ | --------- |
| 2024 | A524 P            | Renault E-Tech RE24 |              | BHR | SAR | AUS | JPN | CHN | MIA | EMI | MON | CAN | SPA | OOS | GBR | HON | BEL | NED | ITA | AZE | SIN | VST | MXS | SAP | LSV | QAT | ABU | 65     | 6         |
| 2024 | A524 P            | Renault E-Tech RE24 | Pierre Gasly | 18  | DNF | 13  | 16  | 13  | 12  | 16  | 10  | 9   | 9   | 10  | DNS | DNF | 13  | 9   | 15  | 12  | 17  | 12  | 10  | 73  | DNF | 5   | 7   | 65     | 6         |
| 2024 | A524 P            | Renault E-Tech RE24 | Esteban Ocon | 17  | 13  | 16  | 15  | 11  | 10  | 12  | DNF | 10  | 10  | 12  | 16  | 18  | 10  | 15  | 14  | 15  | 13  | 18S | 13  | 2   | 17  | DNF |     | 65     | 6         |
| 2024 | A524 P            | Renault E-Tech RE24 | Jack Doohan  |     |     |     |     |     |     |     |     |     |     |     |     |     |     |     |     |     |     |     |     |     |     |     | 15  | 65     | 6         |